# Hawkins megye
Hawkins megye az Amerikai Egyesült Államokban, azon belül Tennessee államban található. Megyeszékhelye Rogersville, legnagyobb városa Church Hill. Lakosainak száma 56 721 fő (2020. április 1.). Hawkins megye Sullivan, Greene, Hamblen, Grainger, Hancock, Scott és Washington megyékkel határos.

## Népesség
A megye népességének változása:
| Lakosok száma | 56 871 | 56 659 | 56 607 | 56 800 | 56 471 | 56 721 |
|               | 2010   | 2011   | 2012   | 2013   | 2015   | 2020   |